# Кичик-Гарабей
Кичик-Гарабей (азерб. Kiçik Qarabəy), ранее — Мохратаг (азерб. Möhrətağ), ещё ранее в русскоязычных источниках Мухратах (рус. дореф. Мухратахъ), а также Кичик-Карабек (рус. дореф. Кичик-Карабекъ, рус. дореф. Кичикъ-Карабекъ), — село в Агдеринском районе Азербайджана, является центром Кичик-Гарабейского сельского административно-территориального округа.

## География
Село Кичик-Гарабей входит в состав Кичик-Гарабейского сельского административно-территориального округа Агдеринского района, при этом село Кичик-Гарабей является центром этого сельского административно-территориального округа.
Село расположено в предгорной местности, в 6 км от районного цетра — города Агдере.

## История
Вошло в историю благодаря походу полковника 17-го егерского полка П. М. Карягина, когда летом 1805 года русский отряд под его командованием, заняв крепость Мухрат, успешно сдержал натиск превосходящих сил персидской армии.
В советский период на 1 января 1977 года село называлось Мохратаг и являлось центром Мохратагского сельсовета, входящего в состав Мардакертского района Нагорно-Карабахской автономной области (НКАО) Азербайджанской ССР.
2 сентября 1991 года на совместной сессии Нагорно-Карабахского областного и Шаумяновского районного Советов народных депутатов была принята Декларация о провозглашении Нагорно-Карабахской Республики в границах Нагорно-Карабахской автономной области (НКАО) и сопредельного Шаумяновского района Азербайджанской ССР. 26 ноября 1991 года Верховный Совет Азербайджанский Республики принял закон «Об упразднении Нагорно-Карабахской автономной области Азербайджанской Республики». В этом законе было постановлено помимо упразднения Нагорно-Карабахской Автономной Области (НКАО), в том числе также и переименование Мардакертского района в Агдеринский.
В связи с Карабахским конфликтом Агдеринский район во время Первой карабахской войны оказался в зоне боевых действий. В ходе летнего наступления 1992 года Азербайджанские войска восстановили контроль над большей частью Агдеринского района. Утром 4 июля 1992 года Азербайджан восстановил контроль над городом Агдере. 4-9 июля 1992 года Азербайджанские войска восстановили контроль над селом. 19 июля 1992 года село было занято армянскими войсками. 13-20 августа 1992 года Азербайджанским войскам вновь удалось восстановить контроль над селом.
Решением Милли Меджлиса Азербайджанской Республики от 13 октября 1992 года от Агдеринский район был ликвидирован, а село было передано в состав Тертерского района. Решением же от 29 декабря 1992 года село было переименовано в Кичик-Гарабей.
Однако в результате наступления армянским войскам к 25 февраля 1993 года удалось занять территорию почти всего на тот момент бывшего Агдеринского района. 27 июня, а по другим данным 7 июля 1993 года армянские вооружённые формирования заняли город Агдере. В 1993 году армянские вооружённые формирования вновь заняли село, и таким образом село попало под контроль непризнанной Нагорно-Карабахской Республикой (НКР). Согласно административно-территориальному делению непризнанной республики село располагалось в Мартакертском районе НКР и называлось Мохратаг (арм. Մոխրաթաղ).
Согласно Трёхстороннему Заявлению в ночь с 9 по 10 ноября 2020 года, подписанному по итогам Второй Карабахской войны, село перешло под контроль Российских миротворческих сил.
По итогам боевых действий в сентябре 2023 года Азербайджан восстановил свой контроль над селом.
Законом от 5 декабря 2023 года в связи с воссозданием Агдеринского района из частей Агдамского, Кельбаджарского и Тертерского районов, Кичик-Гарабейский сельский административно-территориальным округ вместе с входящим в округ селом Кичик-Гарабей был передан из состава Тертерского района в состав Агдеринского района. В настоящее время село Кичик-Гарабей входит в состав Кичик-Гарабейского сельского административно-территориального округа Агдеринского района Азербайджана.

## Население
По состоянию на 1 января 1933 года в селе проживало 1371 человек (255 хозяйств), все — армяне.
| Год  | Численность | Численность |
| ---- | ----------- | ----------- |
| 2005 | 345         | [ 31 ]      |
| 2015 | 341         | [ 1 ]       |